# 亘理町町民乗合自動車

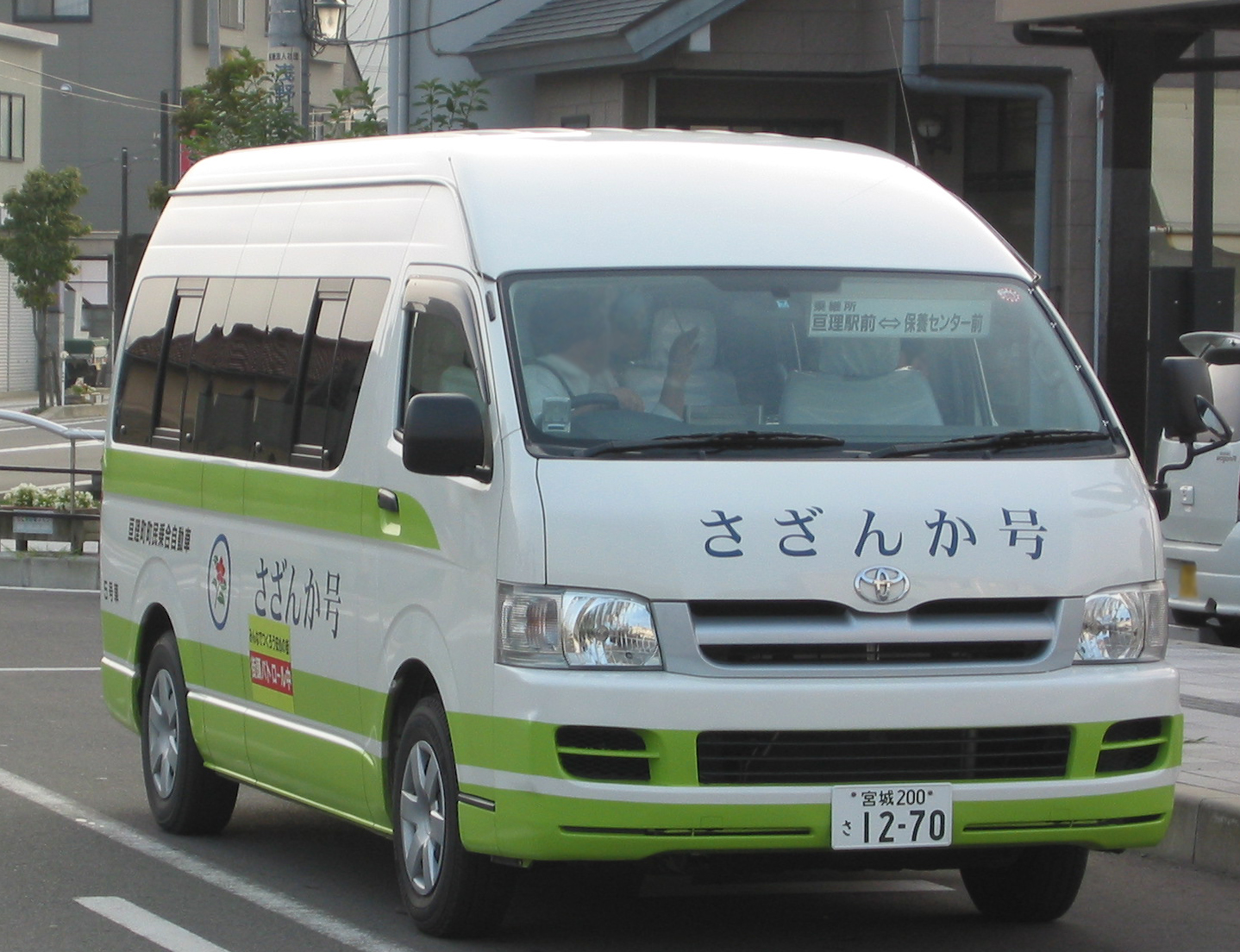
さざんか号車両（トヨタ・ハイエース）

亘理町町民乗合自動車（わたりちょうちょうみんのりあいじどうしゃ）は、宮城県亘理郡亘理町にて運行しているコミュニティバスである。愛称は「さざんか号」と「わたりん号」。運行形態は、自家用自動車（白ナンバー車）による有償運送で、車両の運転業務を亘理山元商工会に委託している。

## 沿革
- 2005年（平成17年）9月5日 - 運行開始。当時は、土曜も全休だった。
- 2006年（平成18年）4月24日 - 時刻改正。土曜も一部便運行に。荒浜線の荒浜四丁目経由、北部循環線の小山経由、南部循環線の吉田中学校前経由、長瀞ガーデン経由などルート追加。
- 2011年（平成23年）10月3日 - 運行体制を大幅に変更。路線を5路線から4路線に再編、2012年3月31日まで（のち延長）運賃を無償とする。
- 2015年（平成27年）
  - 4月20日 - 広域運行バス岩沼線の運転開始[1]。
  - 10月19日 - 町の中心部を循環する「わたりん号」の運行を開始。
- 2016年（平成28年）12月9日 - 常磐線相馬 - 浜吉田間の運転再開に伴い、岩沼線の運転を終了。
- 2020年（令和2年）7月31日 - 「わたりん号」をデマンド型乗合タクシーに転換。

## 概要
さざんか号
- 土曜・日曜・祝日、年末年始（12月29日 - 1月3日）は運休。
- 1回利用大人200円、小中学生100円、未就学児は無料。他路線への乗継時は、無料の「乗継乗車券」を発行。
- 回数券は100円券11枚綴り1,000円と、200円券11枚綴り2,000円とがある。
- 定期券は1か月、3か月、6か月用がある。

わたりん号
- 1回利用100円（大人・こども同額）。定期券・回数券の設定なし。
- 「さざんか号」の回数券・定期券は使用不可。

## 路線

### さざんか号
以下4路線がある（2018年10月1日時点）。 南部循環線、北部循環線、荒浜線、サニータウン線の停留所は一部を挙げる。
南部循環線
- 亘理駅前 - 宮城生協前 - 柴町 - 吉田中学校前 / 大畑浜 - 浜吉田駅西 - 野地集落センター前
  - 本来循環系統であるが、現在は循環運行を中止。

北部循環線
- 亘理駅前 - 上郡中 - 逢隈駅前 - 早川 - 上の町 - 今泉
  - 本来循環系統であるが、現在は循環運行を中止。

荒浜線
- 亘理駅前 - 宮城生協前 - 鳥屋崎 - 西木倉 / 鳥屋崎公会堂入口 - わたり温泉鳥の海前 / 高須賀北

サニータウン線
- 亘理駅前 - 長瀞 / 長瀞ガーデン - サニータウン中央 - 中原

### わたりん号
一部経路を除き自由乗降。左回りは赤色のバス、右回りは青色のバスで運行される。
左回り
- 悠里館（亘理駅東）→亘理駅→亘理町役場→中央公民館前→上浜街道災害公営住宅→みやぎ生協→悠里館（亘理駅東）

右回り
- みやぎ生協→上浜街道災害公営住宅→中央公民館前→亘理町役場→亘理駅→悠里館（亘理駅東）→みやぎ生協

### 過去の路線
広域運行バス岩沼線
- 岩沼駅前→逢隈駅前→亘理駅前→浜吉田駅前
  - 東日本大震災の影響により減便されていたJR常磐線の最終電車の代替として、2015年4月20日から2016年12月9日まで運行した。概要は以下の通り[1] 。
    - 運賃は全区間共通500円、小中学生200円。回数券や定期券は発行しない。
    - 土曜・日曜・祝日、年末年始（12月29日 - 1月3日）は運休。

## 車両
トヨタ・ハイエース、三菱ふそう・ローザ、日産・シビリアンを使用している。ハイエースは車両によって2ナンバー登録（定員15人）と3ナンバー登録（定員10人）の車両があるが、同一車種のためナンバー以外ではほとんど見分けがつかない。シビリアンは、24時間テレビ 「愛は地球を救う」の東日本大震災の被災地車両贈呈として亘理町に贈呈されたものである。

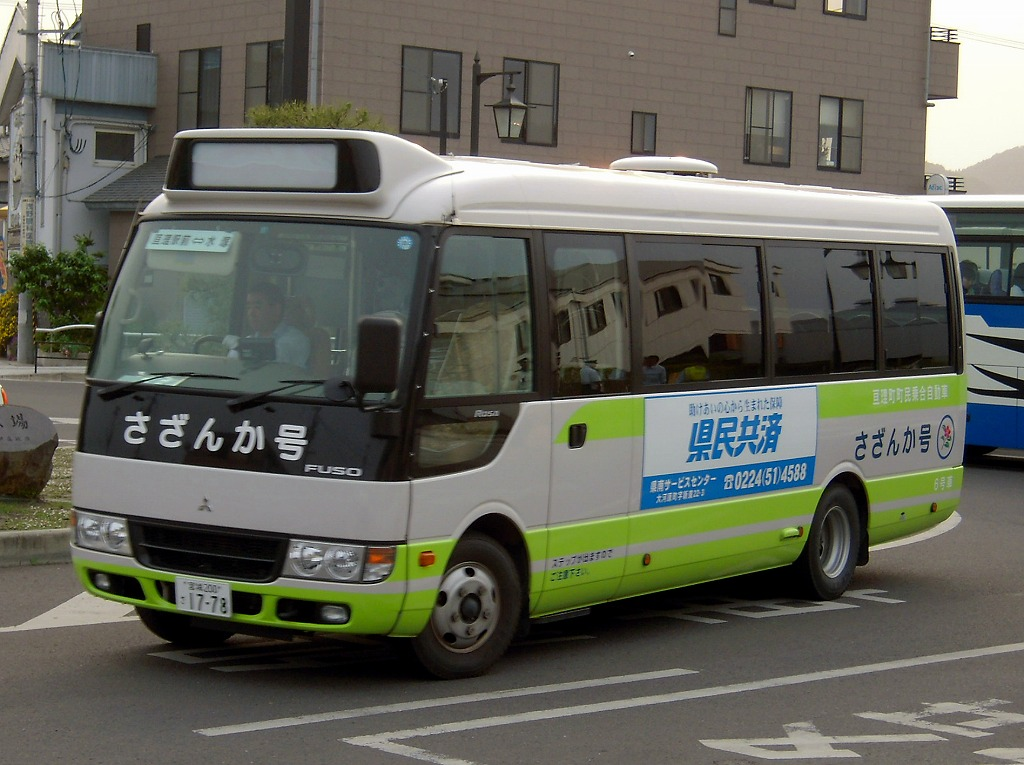
さざんか号車両（三菱ふそう・ローザ）
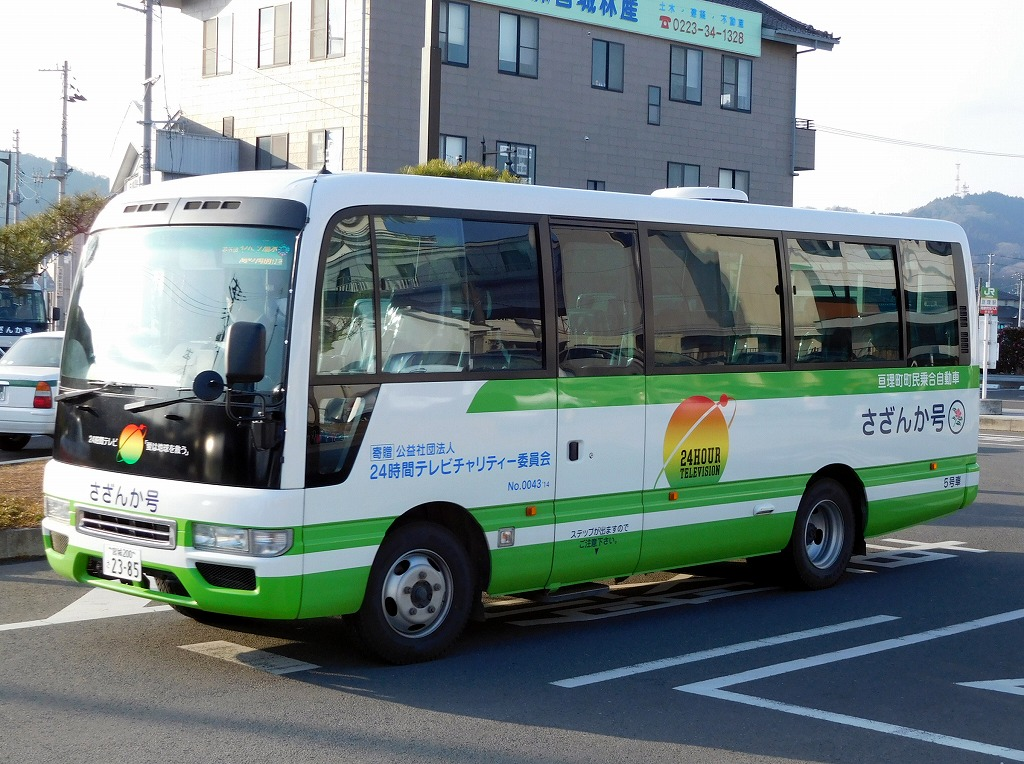
同（日産・シビリアン）